# بين بياس
بين بياس (بالإنجليزية: Len Bias) مواليد 18 نوفمبر 1963 في ماريلاند - الوفاة 19 يونيو 1986، كان لاعب كرة سلة أمريكي. بلغ طوله 6 قدم 8 بوصة (2.0 م).

## روابط خارجية
- بين بياس على موقع سبورتس رفرنس (الإنجليزية)
- بين بياس على موقع كلية كرة السلة في سبورتس رفرنس.كوم (الإنجليزية)
- بين بياس على موقع ريلجم (الإنجليزية)